# جوانه‌زنی (بذر)

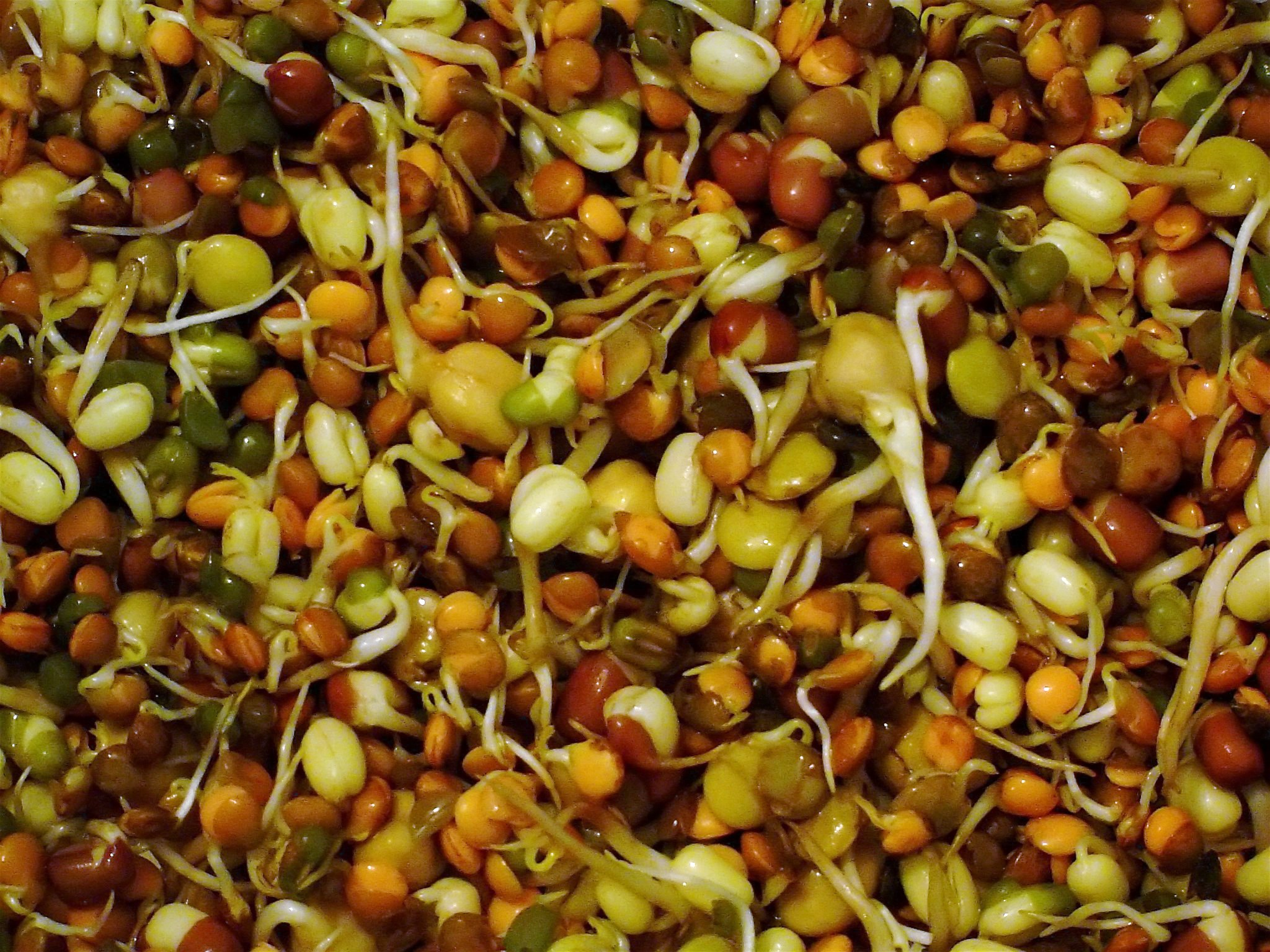
مخلوط جوانهٔ لوبیا

جوانه‌زنی فرایندی طبیعی است که از بذرها یا اسپورها جوانه خارج می‌شود و گیاهان برگها، جوانه‌های برگی یا بخش‌های پیشرفتهٔ جدید تولید می‌کنند. در زمینهٔ تغذیه، این اصطلاح به معنای عمل جوانه زدن دانه جهت مصرف به‌صورت خام یا پخته شده گفته می‌شود. معنای اصطلاحی جوانه زدن همچنین می‌تواند به معنی چیزی که به‌طور ناگهانی ظاهر می‌شود باشد.